# Jonás Fernández
Jonás Fernández Álvarez (ur. 8 stycznia 1979 w Oviedo) – hiszpański polityk, ekonomista i publicysta, działacz PSOE, poseł do Parlamentu Europejskiego VIII, IX i X kadencji.

## Życiorys
Ukończył ekonomię na Uniwersytecie w Oviedo (2001). Kształcił się również w założonej przez hiszpański bank centralny CEMFI oraz w IESE Business School. Pracował jako analityk z zakresu ekonomii i polityki międzynarodowej w think tanku zorganizowanym przez byłego ministra finansów Carlosa Solchagę Catalana. Został również wykładowcą madryckiego Universidad Carlos III. Jako publicysta współpracował m.in. z „El País”. Zaangażował się również w działalność Hiszpańskiej Socjalistycznej Partii Robotniczej i młodzieżowej organizacji socjalistów w Asturii.
W 2014 z ramienia PSOE został wybrany na eurodeputowanego VIII kadencji. Z powodzeniem ubiegał się o reelekcję w 2019 i 2024.